# Drottnar
Drottnar ist eine Metal-Band aus Norwegen mit christlichen Mitgliedern und Texten. Der Stil kann als technisch, chaotisch und progressiv beschrieben werden, ist aber rein musikalisch dem Black Metal zuzuordnen.
Eine Besonderheit von Drottnar ist seit einigen Jahren die stilistische Verwendung sowjetischer Elemente: Die Liedtitel und Lyrics enthalten sowjetisch klingende Begriffe und Metaphern, die Lieder enthalten Hörspiel-Elemente, die an das 20. Jahrhundert erinnern und bei Konzerten tragen alle Bandmitglieder sowjetische oder DDR-Uniformen.

## Geschichte

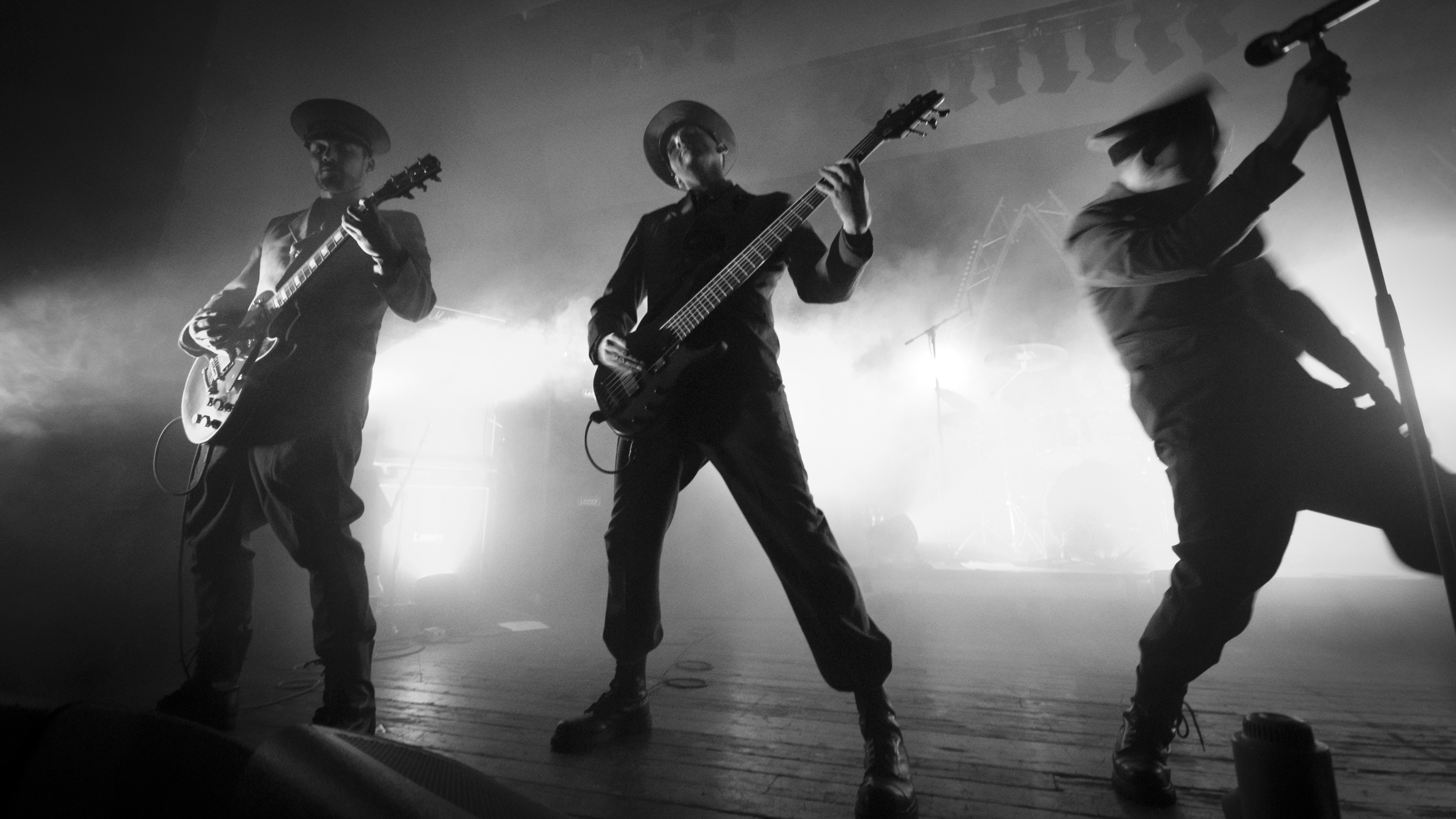
Auftritt in kommunistischen Uniformen auf dem Elements of Rock 2013

Die Band wurde 1996 unter dem Namen „Vitality“ gegründet. 1997 wurde die erste Demo Doom of Antichrist veröffentlicht, die sich stilistisch am Death Metal orientierte.
1998 benannten sie sich um in „Drottnar“ und veröffentlichten eine zweite Demo mit dem Titel A White Realm. Hier entwickelte sich die Musik in Richtung Black- und Viking Metal.
Diese beiden Demos wurden 2000 auf einer CD mit dem Titel Spiritual Battle neu veröffentlicht.
Im Jahr 2003 wurde eine neue EP namens Anamorphosis aufgenommen und über das Label Momentum Scandinavia veröffentlicht. Der Stil hatte sich wieder deutlich verändert, die Band spielte nun sehr chaotischen, technischen Black Metal. Auf Keyboards wurde dabei verzichtet, dafür kam eine Violine zum Einsatz. Die EP war auf 850 Stück limitiert.
In der Zwischenzeit wechselte die Band zu Endtime Productions und begann mit den Aufnahmen zu ihrem ersten Album. Zu Promotionszwecken wurde im Februar 2006 eine 7"-LP namens Ad Hoc Revolt veröffentlicht, sie enthielt zwei neue Lieder. Hier verwendete die Band zum ersten Mal ihren „sowjetischen“ Stil.
Das Album Welterwerk erschien April 2006. Es folgte dem Stil von Anamorphosis, fiel aber noch progressiver und experimenteller aus und enthielt teilweise Anleihen an alte Extol-CDs.
Im November 2006 unterstützten „Drottnar“-Mitglieder das bis dahin einzige Konzert des „Unblack“-Metal-Begründers „Horde“ am Nordic Fest als Sessionmusiker. Dabei verdeckten sie unter Sturmhauben ihre Gesichter, um nicht erkannt zu werden und den „Mythos“ um „Horde“ aufrechtzuerhalten.

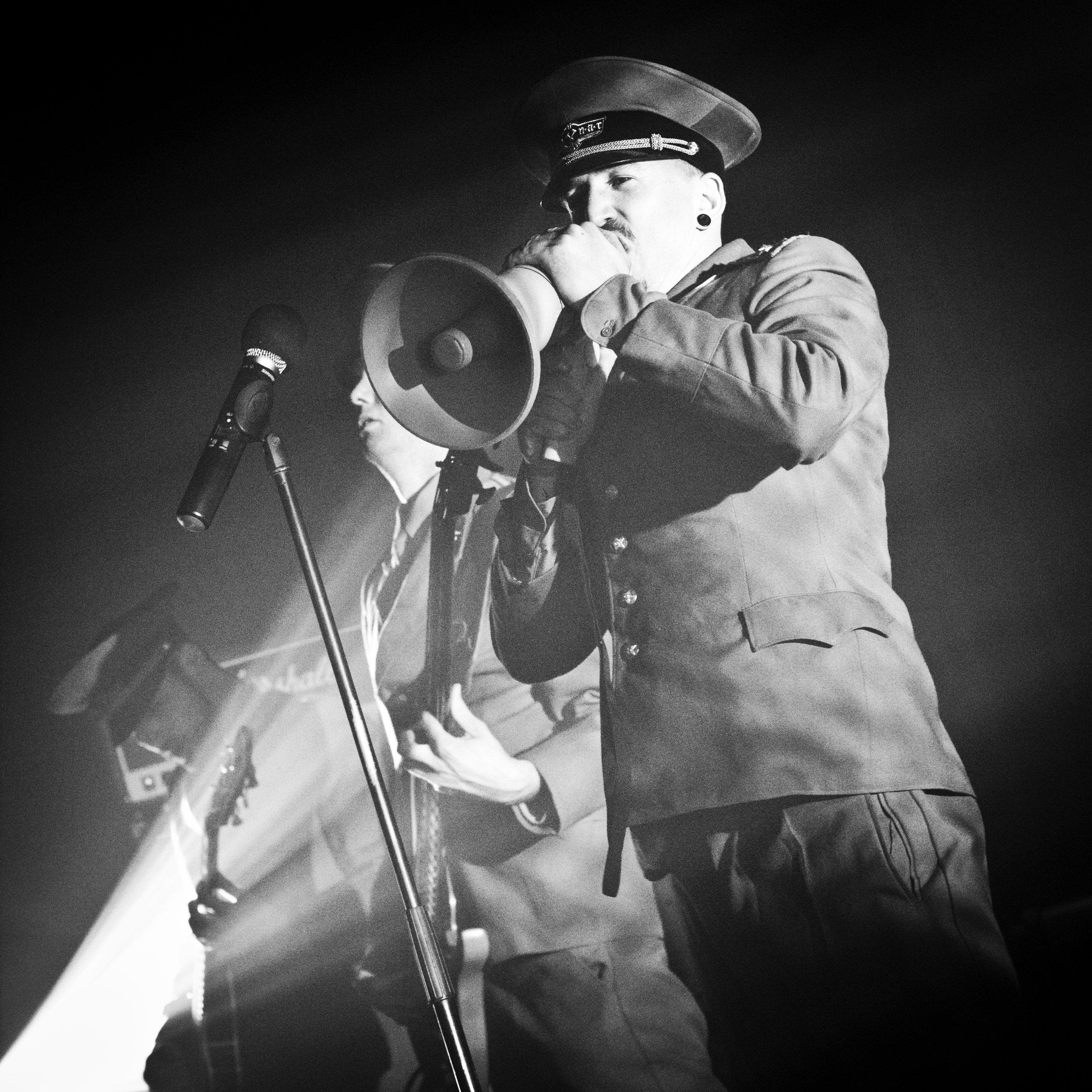
Drottnar am Elements of Rock 2013

2018 verließ Sänger Sven-Erik Lind die Band. Die im selben Jahr veröffentlichten EPs Monolith I, Monolith II und Monolith III nahm die Band zu dritt auf. Die drei EPs sind erneut bei Endtime Productions erschienen. Auf den Promofotos erscheinen die Bandmitglieder nun ohne Uniformen. Der Stil hat sich weiterentwickelt in Richtung technischem Doom Metal.

## Diskografie
- Doom of Antichrist (Demo, 1997)
- A White Realm (Demo, 1998)
- Spiritual Battle (enthält die beiden ersten Demos, 2000)
- Anamorphosis (EP, 2003)
- Ad Hoc Revolt (LP, 2006)
- Welterwerk - Triumph Standardization (2006)
- Stratum (2012)
- Monolith I (EP, 2018)
- Monolith II (EP, 2018)
- Monolith III (EP, 2018)
- Monolith (LP, 2019)